# رخاسيم
رخاسيم (بالعبرية: רְכָסִים) هي بلدة تقع في منطقة حيفا شمالي إسرائيل. تبعد حوالي 5 كم جنوب شرق حيفا. بجانبها يقع موشاف كفار حسيديم، وتقابلها من الجهة الشمالية الشرقية قرية إبطن. حسب إحصائيات عام 2019 بلغ عدد سكانها نحو 12,668 نسمة، ومعظم سكانها اليوم من الحريديم.

## التسمية
جاءت تسمية رخاسيم (بالعبرية: רְכָסִים) وتعني «سلسلة جبلية» بسبب موقعها على أربع سلاسل جبلية. واقتبست التسمية من آيةٍ في سفر إشعياء:
| رخاسيم          | كُلُّ وَطَاءٍ يَرْتَفِعُ، وَكُلُّ جَبَل وَأَكَمَةٍ يَنْخَفِضُ، وَيَصِيرُ الْمُعْوَجُّ مُسْتَقِيمًا، وَالْعَرَاقِيبُ سَهْلًا | رخاسيم |
| — إشعياء، 40: 4 |                                                                          |        |

| رخاسيم         | כָּל־גֶּיא֙ יִנָּשֵׂ֔א וְכָל־הַ֥ר וְגִבְעָ֖ה יִשְׁפָּ֑לוּ וְהָיָ֤ה הֶֽעָקֹב֙ לְמִישׁ֔וֹר וְהָרְכָסִ֖ים לְבִקְעָֽה | رخاسيم |
| — ישעיהו، מ׳:ד |                                                               |        |

## الجغرافية
تقع رخاسيم على أربع تلال قرب جبل الكرمل مسمية حسب الأبجدية العبرية (ألف، بيت، جيمل، وداليت). يحدها تجمعين سكنيين يتبعا مجلس زفولون الإقليمي وهما موشاف كفار حسيديم اليهودي وقرية إبطن العربية.
أدنى ارتفاع لها هو 19.8 مترًا (65 قدمًا) فوق سطح البحر بينما أعلى نقطة فيها تصل إلى 193.6 مترًا (635 قدمًا). متوسط درجة الحرارة في يناير هو 11 درجة مئوية (52 درجة فهرنهايت) و27 درجة مئوية (81 درجة فهرنهايت) في أغسطس. يبلغ متوسط هطول الأمطار السنوي 650 ملم (26 بوصة).

## تاريخ
تأسست رخاسيم في عام 1951 على يد سكان المعبروت المجاورة. في البداية استوعبت عدد كبير من المهاجرين من المغرب، والهند، واليمن، وروسيا، ورومانيا.
في عام 1955 انتقلت يشيفا «كنيس تشيزكياهو» من زخرون يعكوف إلى رخاسيم، وبقربها نشأ مجمتع حريدي صغير. لكن غالبية السكان ظلوا غير حريديم حتى التسعينيات. في عام 1995 أُغلقت المدرسة العلمانية، وغادر العديد من السكان غير المتدينين، وتحولت رخاسيم إلى غالبية من الحريديم مع أحياء لكل من الأشكناز والسفارديون. تُعتبر البلدة اليوم مجتمعًا مرغوبًا به ومُتناميًا للعائلات الشابة من الحريديم.

## السكان
وفقًا للبيانات الصادرة عن دائرة الإحصاء المركزية الإسرائيلية اعتبارًا من نهاية عام 2019، يعيش في رخاسيم نحو 12,668 نسمة (المرتبة 149 في ترتيب السلطات المحلية في إسرائيل). ينمو عدد السكان بمعدل سنوي قدره 4.6%. ووفقًا لدائرة الإحصاء تصنف رخاسيم في المرتبة 2 من 10 في التصنيف الاجتماعي والاقتصادي لعام 2015. بلغت نسبة الحاصلين على شهادة البجروت بين طلاب الصف الثاني عشر لعام 2017/2018 نحو 14.0%. بلغ متوسط الأجور الشهرية لليد العاملة في أواخر 2016 نحو 5,223 شيكل إسرائيلي جديد (المعدل الوطني: 9,388 شيكل).
فيما يلي رسم بياني لتطور عدد السكان في البلدة:

المصدر: مكتب الإحصاء المركزي.